# REO Speedwagon
REO Speedwagon es una banda estadounidense de hard rock formada en Illinois en 1967. Su nombre proviene del camión REO Speed-wagon, fabricado por la compañía estadounidense REO Motor Car Company. Alcanzaron su mayor popularidad durante los años 1980, principalmente en Estados Unidos, con sus power ballads «Keep on loving you» y «Can't fight this feeling», las que alcanzaron el primer lugar en la lista Billboard Hot 100. Su único álbum en alcanzar esa posición en la lista Billboard 200 fue Hi infidelity, en 1980. También en esa década tuvieron mucho éxito en América Latina gracias a la realización de varias giras de conciertos.
Siguen teniendo cierta vigencia, haciendo conciertos y giras. Sin embargo, luego de 11 años de no publicar un álbum, en junio de 2007 salió a la venta la nueva producción discográfica de la banda, Find your own way home. Es una de las cinco bandas de rock en actividad más longevas de todos los tiempos. En más de medio siglo de existencia desde su fundación han tocado ininterrumpidamente y sin disoluciones. Neil Doughty, su tecladista está desde la formación inicial, Cronin y Hall (vocalista y bajista) desde poco después.

## Historia

### Formación
En el otoño de 1966, Neil Doughty inició un programa de ingeniería eléctrica en la Universidad de Illinois en Champaign. Illinois, como júnior. En la primera noche de su clase, conoció a otro estudiante Alan Gratzer. Doughty había aprendido algunas canciones de los Beatles en el piano de sus padres y Gratzer había tocado la batería en bandas locales desde la secundaria. Los dos tuvieron una sesión en el dormitorio de la residencia de la Universidad.
Gratzer continuó presentándose con su banda (en donde era el principal cantante de los teclados) y Doughty comenzó a aparecer en conciertos. Eventualmente sentado en pocas canciones. El último día del semestre de primavera en la Universidad, el guitarrista Joe Matt llamó al líder de la banda y le dijo que uno de los otros miembros (Gratzer y el bajista Mike Blair) habían decidido forma una nueva banda con Doughty donde podría cantar.
The nueva banda hizo una lista de canciones para aprenderlas al terminar el verano. Daoughty consiguió un trabajo en verano y compró su primer órgano Farfisa en donde aprendió Enciende mi fuego de los Doors. Los miembros regresaron a la escuela en otoño de 1967 y tuvieron su primer ensayo antes del inicio de clases. El nombre de la banda REO Speedwagon,  proviene del  REO Speed Wagon, un camión de 1915 diseñado por Ransom Eli Olds. Doughty había visto el nombre escrito en un pizarrón cuando caminaba en el pasillo de la Historia del Transporte en el primer día de clases decidiendo tomar el nombre. La pronunciación REO como una palabra simple como la compañía de motor (REE-oh) eligiendo deletrearla como individual ("R-E-O").
Un anuncio en el periódico escolar le originó su primer trabajo, una fiesta de la fraternidad que terminó en una pelea en la comida. Continuaron presentando canciones en los bares del campus, fiestas de la fraternidad y eventos universitarios.
A principios de 1968, Terry Luttrell fue el cantante principal y Bob Crownover se unió como guitarrista, reemplazando a Matt después de su graduación. Cuando Mike Blair dejó la banda a mediados de 1968, Gregg Philbin reemplazó a Blair y Joe McCabe tocó el saxo hasta que se mudó al sureste de la Universidad de Illinois. Marty Sheppard se les unió como trompetista junto a un segundo trompetista, Steve. Doughty se quedó como un tercer metal tocando en algunas de las canciones. Pero Shepard dejó el grupo al año siguiente y los metales fueron retirados del grupo completamente para el verano de 1969.
Bob Crownover tocó  la guitarra para el grupo hasta mediados de 1969, cuando Bill Fiorio lo reemplazó. Fiorio abandonó a fines de 1969 y eventualmente asumiría el nombre de Duke Tomatoe y formaría parte de All Star Frogs. Steve Scorfina (fundador de la banda Pavlov's Dogs) se unió al grupo en ese año, componiendo con la banda y en presentaciones en vivo, antes de ser reemplazado por Gary Richrath a fines de 1970.
Richrath manejaba (160 km) para ver a la banda y tocar junto a ellos, diciendo: "quiero ser parte de esta banda, no importa si les gusta o no". Era un guitarrista de Peoria, Illinois y un prolífico compositor, quién trajo composiciones originales. Estando él en la banda su popularidad regional creció tremendamente. La emisora de radio KSHE basada en St. Louis, una de las de mayor influencia en las emisoras de rock, comenzó a apoyarlos, elevando el perfil de la banda fuertemente en el medioeste.
Epic Records, firmó a la banda con un contrato en 1971 después de que Paul Leka, un productor de discos de la Costa Este, vio el entusiasmo de la multitud al aire libre en Peoria durante una tormenta y trajo a la banda para su estudio de grabación en Bridgeport, Connecticut, donde se grabó el material original para su primer álbum. La alineación para este primer álbum estaba formada por Richrath, Gratzer, Doughty, Philbin y Luttrell.

### Primeros años
En los primeros días, REO estaba dirigido por su compañero de clase de la Universidad de Illinois, Irving Azoff, quien más tarde dirigió a The Eagles y muchos otros, convirtiéndose en una de las personas más poderosas de la industria discográfica.
Con su equipo transportado a los conciertos en la camioneta de un amigo, REO tocó en bares y clubes de todo el Medio Oeste. Su álbum debut, REO Speedwagon, fue lanzado por Epic Records en octubre de 1971. La pista más popular de este disco fue "157 Riverside Avenue" la cual sigue siendo un éxito favorito en concierto. El título es la dirección en Westport, Connecticut, donde la banda se quedó mientras grababa en el estudio de Leka en Bridgeport.
Aunque el resto de la formación de la banda se mantuvo estable, REO Speedwagon cambió de vocalista principal tres veces en sus primeros tres álbumes. Luttrell dejó la banda a principios de 1972 y finalmente se convirtió en el vocalista de Starcastle . Fue reemplazado por Kevin Cronin . [4] Cronin grabó un álbum con la banda, REO/TWO de 1972 , pero se fue durante las sesiones de grabación de Ridin' the Storm Out de 1973 debido a conflictos internos. [7] Ridin' the Storm Out se completó con Michael Bryan Murphy como voz principal y contó con la introducción del sintetizador "wailing storm siren" de Doughty en la canción principal. Murphy permaneció durante dos álbumes más, Lost in a Dream (1974) y This Time We Mean It (1975), antes de que Cronin regresara en enero de 1976 y grabara REO , lanzado en julio de ese año. [4]
El regreso de Cronin se produjo después de que Greg X. Volz rechazara el puesto de vocalista principal después de convertirse en cristiano. [8]
En 1977, REO convenció a Epic Records de que su punto fuerte eran las presentaciones en vivo. Epic acordó permitirles producir el primer álbum en vivo de la banda, Live: You Get What You Play For (enero de 1977), que finalmente fue certificado platino . [4] Ese mismo año, la banda se mudó a Los Ángeles.
También en 1977, Philbin dejó la banda, [4] ya sea porque estaba desencantado con la nueva estructura corporativa REO donde Cronin y Richrath obtuvieron porciones más grandes del pastel en lugar del crédito igual que alguna vez compartieron como "banda de garaje", o porque le pidieron que se fuera porque sus problemas de estilo de vida afectaron la calidad de la música. [9] Fue reemplazado por otro alumno de Centennial High School , Bruce Hall , [3] para grabar Puedes afinar un piano pero no puedes pescar atún . [4] El álbum fue lanzado en marzo de 1978 y ha recibido mucha difusión en la radio FM a lo largo de los años, gracias a canciones como "Roll with the Changes" y " Time for Me to Fly ". Fue el primero de REO en llegar al Top 40, alcanzando el puesto 29. Vendió más de dos millones de copias en los EE. UU. y finalmente logró el doble platino .
En julio de 1979, la banda volvió al hard rock con el lanzamiento de Nine Lives . [4]

## Miembros
- Kevin Cronin: voz solista, guitarra rítmica y piano.
- Gary Richrath: guitarra solista y compositor. (+)
- Bruce Hall: bajo.
- Neal Doughty: teclados
- Brian Hitt: batería y percusión.
- Dave Amato: guitarra solista y coros.
- Fede Gutiérrez: posproducción

## Discografía
- 1971: REO Speedwagon
- 1972: REO/TWO
- 1973: Ridin' the Storm Out
- 1974: Lost In a Dream
- 1975: This Time We mean It
- 1976: REO
- 1978: You Can Tune a Piano, But You Can't Tuna Fish
- 1979: Nine Lives
- 1980: Hi Infidelity
- 1982: Good Trouble
- 1984: Wheels Are Turnin'
- 1987: Life as We Know It
- 1990: The Earth, a Small Man, His Dog and a Chicken
- 1996: Building the Bridge
- 2007: Find Your Own Way Home
- 2009: Can't Stop Rockin'
- 2010: Not so silent night/Christmas with REO Speedwagon (villancicos)

## Álbumes en vivo
- 1977: Live: You get what you play for
- 1980: Hi Infidelity
- 2000: Arch Allies - Live at Riverport
- 2001: Live: Plus
- 2006: Hi infidelity then again... Live
- 2010: Setlist: The very best of REO Speedwagon Live
- 2013: Live at Moondance Jam

## Álbumes recopilatorios
- 1980: A decade of rock 'n' roll
- 1985: Best foot forward
- 1988: The hits
- 1991: The second decade of rock and roll
- 1991: Keep on loving you
- 1993: Star box
- 1995: Believe in rock and roll
- 1999: The ballads
- 2004: The essential REO Speedwagon
- 2008: Playlist: The Very Best of REO Speedwagon (Epic Records)
- 2014: The box set series

Sus mayores éxitos son las baladas «Take it on the run» (1980), «Keep On Loving You» (1980), «Can't fight this feeling» (1984), «One lonely night» (1985) e «In my dreams» (1987).